# Hoeryŏng
Pour l’article homonyme, voir Hoeryong (métro de Séoul).
Hoeryŏng (/hø.ɾjʌŋ/) est une ville de la province de Hamgyong du Nord en Corée du Nord. Elle fait face à la province du Jilin en Chine, de l'autre côté du fleuve Tumen. Sanhe, dans la préfecture de Longjing est la ville chinoise la plus proche. Hoeryŏng est connue pour être le lieu de naissance de Kim Jong-suk, la première femme de Kim Il-sung.
Un camp de détention de prisonniers politiques, le centre de rétention no 22, est situé près de la ville.

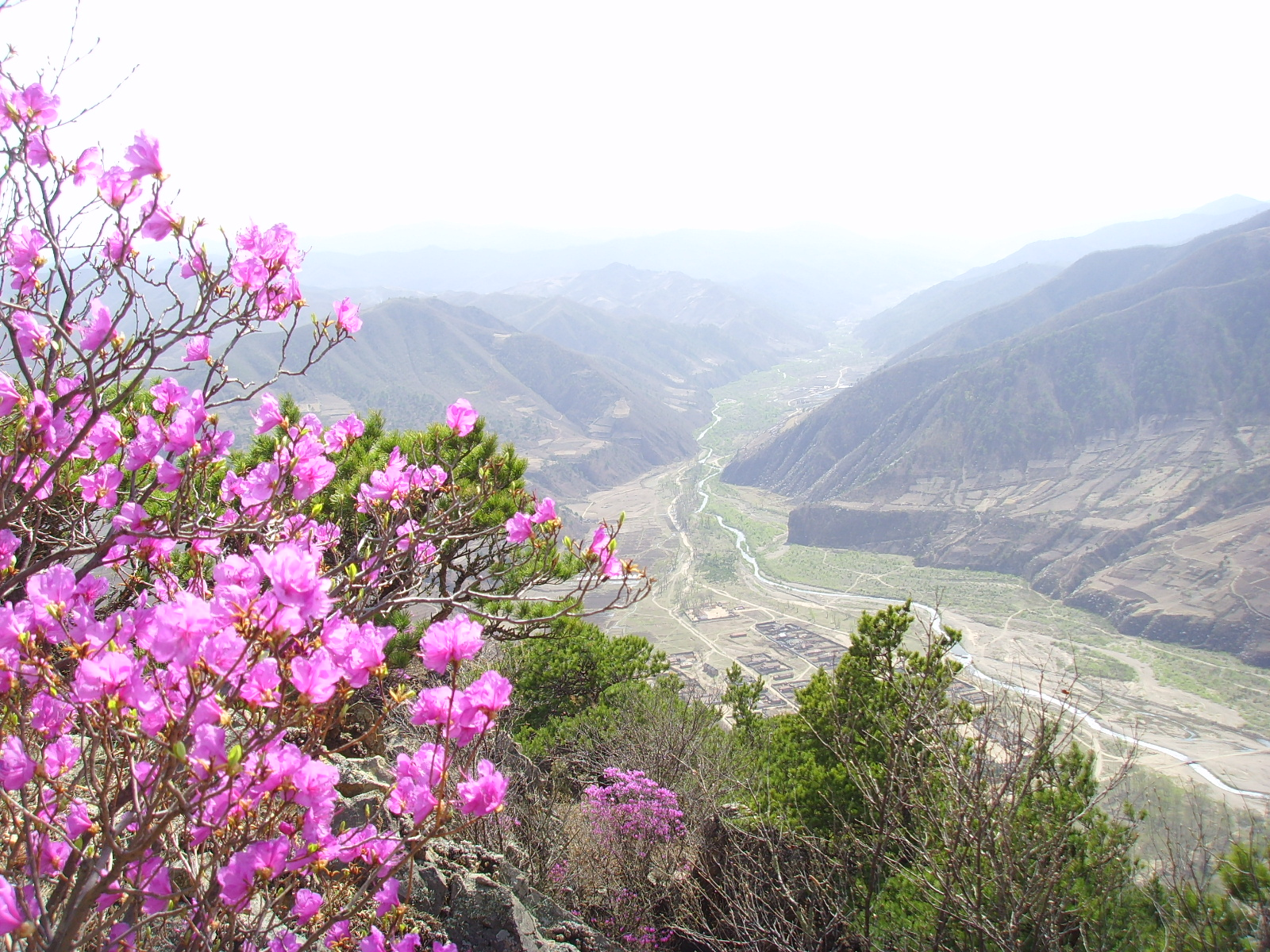
La vallée au-dessus de Songhak-ri vue depuis la Chine

## Histoire
Hoeryŏng est un des six postes de garnison créés par Sejong le Grand (1418-1450) pour protéger la frontière des incursions des Jurchens. Auparavant, à la fin du XIVe siècle, la région était occupée par les Odoli, une tribu jurchen menée par Mentemu (en).
Après la capitulation du Japon en 1945, environ trente mille Japonais sont morts de faim et de froid dans cette province.

## Économie
La région contient de nombreuses mines. Des machines pour l'industrie minière y sont fabriquées, il y a aussi une papèterie. La ville est célèbre pour ses abricots.
Hoeryŏng est une des villes les plus fréquentées par les touristes nord-coréens avec environ dix millions de visiteurs durant les trente dernières années[Quand ?]. La raison du voyage est de retrouver les traces de Kim Jong-suk en découvrant sa statue, sa maison natale et l'embarcadère de Mangyang par lequel elle dut quitter son pays mais aussi le lavoir, le puits, l'ancien moulin et la colline Osan. Cette ville abrite aussi un musée de l'histoire des activités révolutionnaires de Kim Jong-suk.

## Divisions administratives
Au recensement de 2008, la ville de Hoeryŏng comptait 153 532 habitants dont 92 494 en zone urbaine et 61 038 en zone rurale. Cet arrondissement a été agrandi en 1974 par l'inclusion d'une partie de l'ancien arrondissement de Chongsong et a obtenu le statut de ville en juillet 1991. Son territoire s'étend dans une zone montagneuse sur une surface de 1 750 km2 (densité : 88 hab/km2) et inclus dix-neuf dongs et 28 ris (communes) : 
- Chilwolpalil-dong (7월8일동, 7月8日洞)
- Chungbong-dong (중봉동, 仲峰洞)
- Chungdo-dong (중도동, 中島洞)
- Kangan-dong (강안동, 江岸洞)
- Kungsim-dong (궁심동, 弓心洞)
- Kyerim-dong (계림동, 溪林洞)
- Mangyang-dong (망양동, 望洋洞)
- Nammun-dong (남문동, 南門洞)
- Osandok-dong (오산덕동, 鰲山德洞)
- Poul-dong (보을동, 甫乙洞)
- Saemaul-dong (새마을동)
- Sanop-dong (산업동, 産業洞)
- Sechon-dong (세천동, 細川洞)
- Sinchon-dong (신천동, 新川洞)
- Songchon-dong (성천동, 城川洞)
- Subuk-dong (수북동, 水北洞)
- Tongmyong-dong (동명동, 東明洞)
- Yokjon-dong (역전동, 驛前洞)
- Yuson-dong (유선동, 遊仙洞)
- Changhyo-ri (창효리, 彰孝里)
- Changtae-ri (창태리, 蒼苔里)
- Haengyong-ri (행영리, 行營里)
- Hakpo-ri (학포리, 鶴浦里)
- Hungsan-ri (홍산리, 鴻山里)
- Ingye-ri (인계리, 仁溪里)
- Kyeha-ri (계하리, 溪下里)
- Kyesang-ri  (계상리,  溪上里)
- Kulsan-ri (굴산리, 屈山里)
- Kumsaeng-ri (금생리, 金生里)
- Musan-ri (무산리, 茂山里)
- Namsan-ri (남산리, 南山里)
- Obong-ri (오봉리, 五鳳里)
- Oryu-ri (오류리, 五柳里)
- Pangwon-ri (방원리, 防垣里)
- Pungsan-ri (풍산리, 豊山里)
- Pyoksong-ri (벽성리, 碧城里)
- Raksaeng-ri (락생리, 洛生里)
- Ryongchon-ri (룡천리, 龍川里)
- Saul-ri (사을리, 沙乙里)
- Sinhung-ri (신흥리, 新興里)
- Songbuk-ri (성북리, 城北里)
- Songdong-ri (성동리, 城東里)
- Songhak-ri (송학리, 松鶴里)
- Taedok-ri (대덕리, 大德里)
- Tokhung-ri (덕흥리, 德興里)
- Wonsan-ri (원산리, 元山里)
- Yongsu-ri (영수리, 永綏里)

## Historique des députations de la circonscription de Hoeryŏng (598e)
- XIe législature (2003-2009) : Ri Kong Phil (en chosŏn'gŭl : 리공필)
- XIIe législature (2009-2014) : Ryo Chun Seok (en chosŏn'gŭl : 려춘석)
- XIIIe législature (2014-2019) : Jung Sun Hee (en chosŏn'gŭl : 정선희)

## Personnages nés à Hoeryong
- Na Un-gyu (1902-1937), première vedette du cinéma coréen
- Cho Kichon (1913-1951), poète
- Kim Jong-suk (1917-1949), héroïne de la révolution anti-japonaise
- Lee Soon-jae (1935- ), acteur
- Sin Dong-u (1936-1994), manhwaga
- Choi In-hun (1936- ), écrivain